# Uriah Ashley
Uriah Adolphus Ashley Maclean (* 1. Februar 1944 in Almirante; † 25. November 2020 in Panama-Stadt) war ein panamaischer römisch-katholischer Geistlicher, Bischof von Penonomé und Weihbischof in Panama.

## Leben
Uriah Ashley studierte Philosophie und Theologie am Priesterseminar von San José in Panama, am Zentralseminar in Costa Rica sowie Soziallehre in Chile. Er empfing am 15. August 1979 in der Kathedrale von Panama das Sakrament der Priesterweihe. Er war Seelsorger in verschiedenen Gemeinden und  Bischofsvikar im Erzbistum Panama.
Am 18. Dezember 1993 ernannte ihn Papst Johannes Paul II. zum ersten Bischof des mit gleichem Datum errichteten Bistums Penonomé. Der Papst selbst spendete ihm am 6. Januar 1994 in Rom die Bischofsweihe; Mitkonsekratoren waren der Offizial im Staatssekretariat des Heiligen Stuhls, Kurienerzbischof Giovanni Battista Re, und der Sekretär der Kongregation für die Evangelisierung der Völker, Kurienerzbischof Josip Uhač.
Am 25. Juni 2015 ernannte ihn Papst Franziskus zum Weihbischof im Erzbistum Panama und zum Titularbischof von Agbia. Papst Franziskus nahm am 26. April 2019 seinen altersbedingten Rücktritt an.
In der katholischen Bischofskonferenz engagierte er sich für die Liturgie und Pastoral. Uriah Ashley galt als der Gründer der afroamerikanischen und karibischen Pastoral. Er trug auch zur gesetzlichen Genehmigung des „Día de la Etnia Negra“ (Tag der schwarzen Ethnizität) in Panama bei.